# Того (озеро)
То́го (фр. Lac Togo) — крупнейшее озеро в Того. Оно является популярным местом для водных видов спорта. На берегу озера есть небольшие посёлки типа Агбодрафо и Тоговилле. Основным транспортным средством на озере Того является пирога.

## Описание
Озеро Того достигает около 15 км в длину, 6 км в ширину и 64 км² по площади. Оно получает воду из двух главных рек, Сио и Хахо, а также из множества более мелких речек. Озеро отделено от моря песчаной косой около километра в ширину. Того соединяется с меньшим озером Воган через узкий канал, и вместе с группой небольших озёр они образуют лагунную систему вдоль морского побережья.
Главная дорога проходит по косе к югу от озера, а несколько мелких дорог окружают озеро и соединяют небольшие посёлки. Район не сильно заселён и мало привлекателен для туристов. Основу экономики составляют экстенсивное сельское хозяйство и рыболовство. На северном берегу озера выращиваются кокосовые и масличные пальмы.

## Дикая природа
Озеро Того вместе с близлежащим озером Воган и различными прибрежными лагунами являются местами гнездования птиц. Они окружены поймами, которые покрыты типичными пойменными травами типа тростника и рогоза. Мангровые заросли отсутствуют. В редких случаях затопления лагун, в них появляется быстрорастущая пистия.
Озеро, болота, лагуны и прибрежные пески этой области служат местами отдыха для перелётных водоплавающих птиц и крачек во время их миграции по западной Африке. В озере водится рыба, как речная, так и морская. Наиболее распространённые роды — Tilapia и Chrysichthys. Беспозвоночные представлены брюхоногими моллюсками Pachymelania и Tympanotonos fuscatus, а также ракообразными Farfantepenaeus duorarum и Callinectes latimanus.